# Parapriona brunneomarginata
Parapriona brunneomarginata là một loài bọ cánh cứng trong họ Cerambycidae.